# مضمار الدراجات

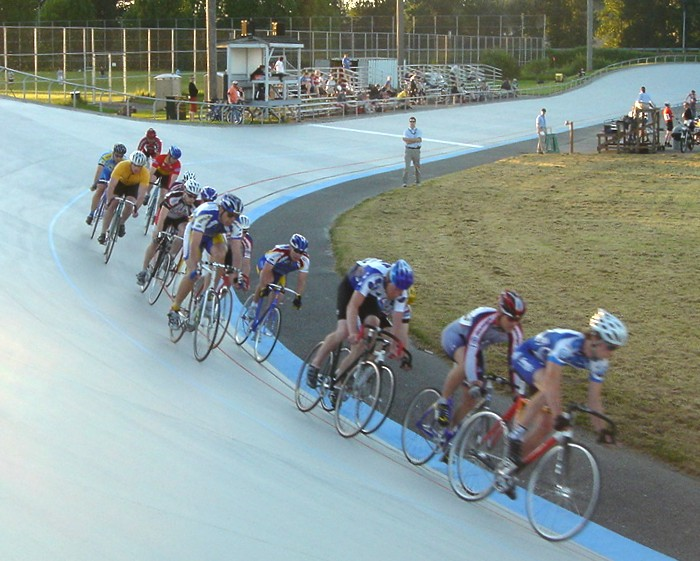
دراجات تتسابق في مضمار

مضمار الدراجات مساحة معدة لسباق الدراجات بأنواعها.

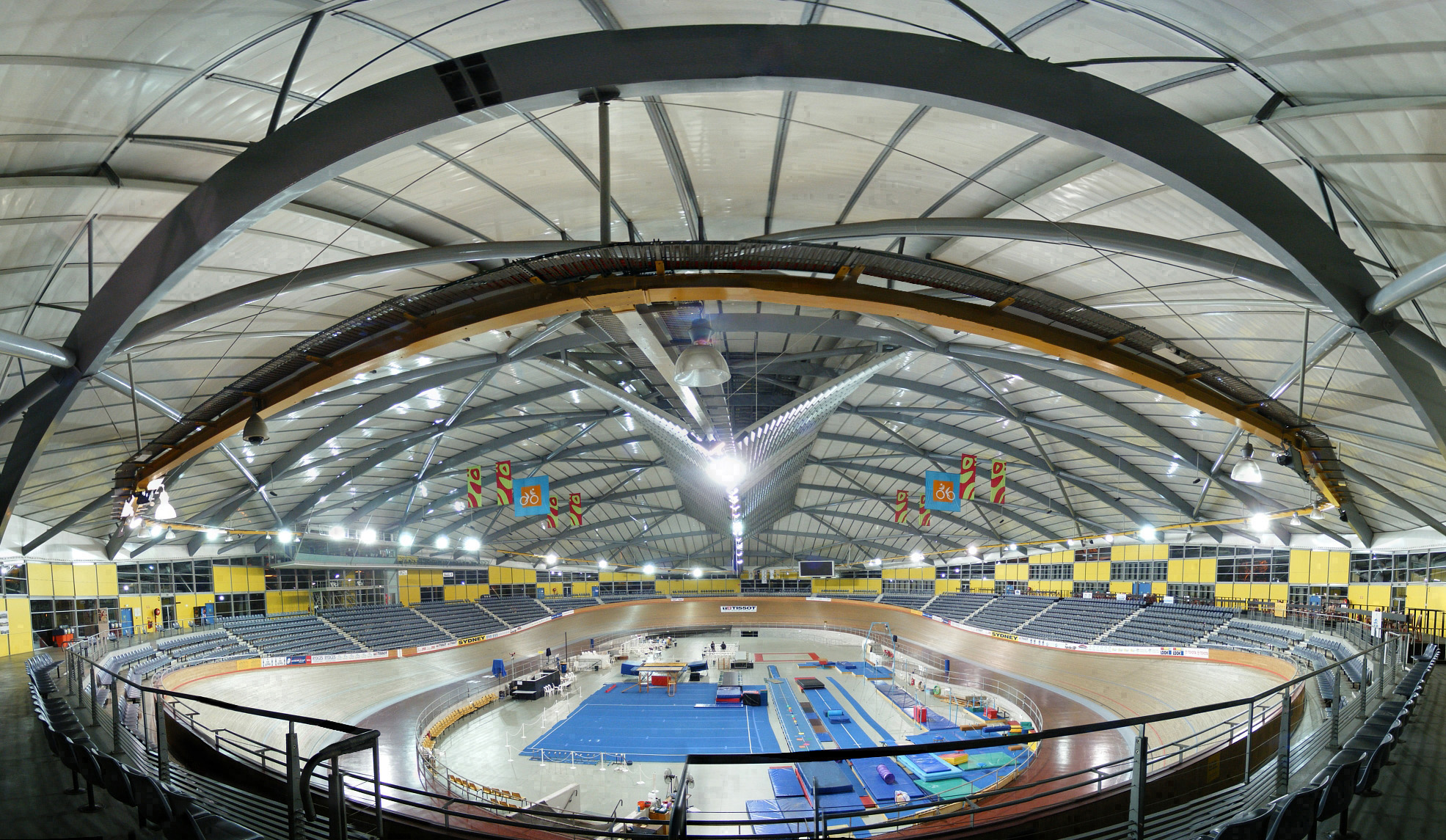
مضمار دراجات